# قصر الإسماعيلية
قصر الإسماعلية - أحد القصور في باكو، العاصمة الأذربيجانية. تم بناء القصر على الطراز القوطي من قبل محسن شهير موسى ناجييف وسماه على اسم ابنه إسماعيل.

## تاريخ القصر

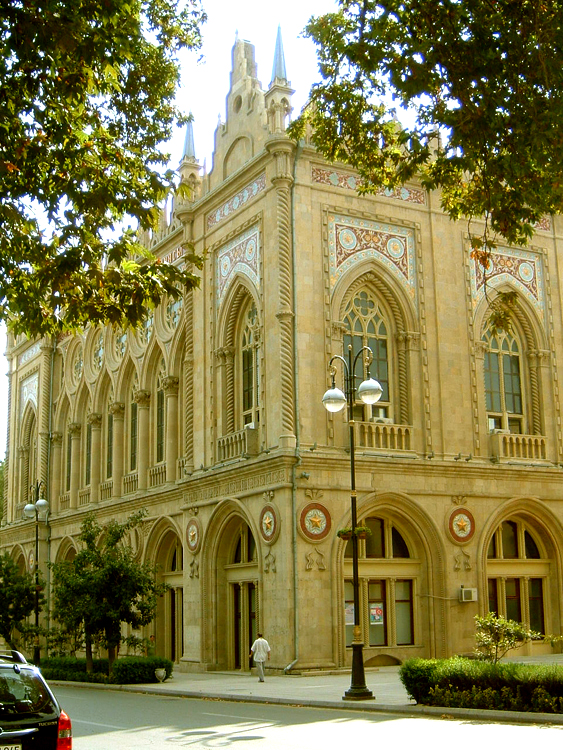
قصر الإسماعيلية من زاوية جانبية

أسست مبنى الإسماعيلية من قبل المليونير الأذربيجاني المعروف موسى ناجييف، في عام 1907. وإنشاء المبنى لذكر إبنه إسمعيل الذي توفي في وقت مبكر. وتوفي إسمعيل من مرض السل.
في عام 1913 ينتهي بناء المبنى الإسماعيلية وكان معروف بأنه ألأعظم المباني في المدينة وفقا للخصائص المعمارية. 
كان معماره المبنى مهندس مدني إيوسيف بلوشكو. على رغم من ان القصر تعامل كمقرر للجمعية الخيرية الإسلامية، لكن في الوقت الحاضر تعامل كمبنى اللجنة التنفيذية الدائمة لأكاديمية العلوم الوطنية الأذربيجانية.
خلال أحداث في عام 1918، عندما هاجم ألأرمن إلى باكو تعرض مبنى الإسماعيلية على ضرر كبير.

## تصميم
يتكون المبنى من طابقين والواجهة. في الطابق الأول يقع دهليز في شكل مستطيل طويل، بعدين بهو بها أعمدة كبيرة، وبعد ذلك هناك السلم الدخول. بالتوازي مع سلالم المدخل، يقع غرف خدمات. 
في الطابق الثانى، الدخول يرافق بالصور الكلاسيكية. 
على الرغم من ان واجهة المبنى بنيت على القوطية البندقية، فإن برنامج أسلوب التصميم أقرب على الكلاسيكيات الأوروبية.
في الواجهة المبنى كتب علي:
"الإنسان ينجح، يرتفع ويوصل إلى مطلوبه بعمله فقط. 
من الولادة إلى الموت يجب أن يتعلم الشخص. من الولادة حتى الموت لشص يجب أن يتعلم. با مسلمين! عمركم يتوفى معكم، تحضيروا أطفالكم لعصر جديد!"

## رواق

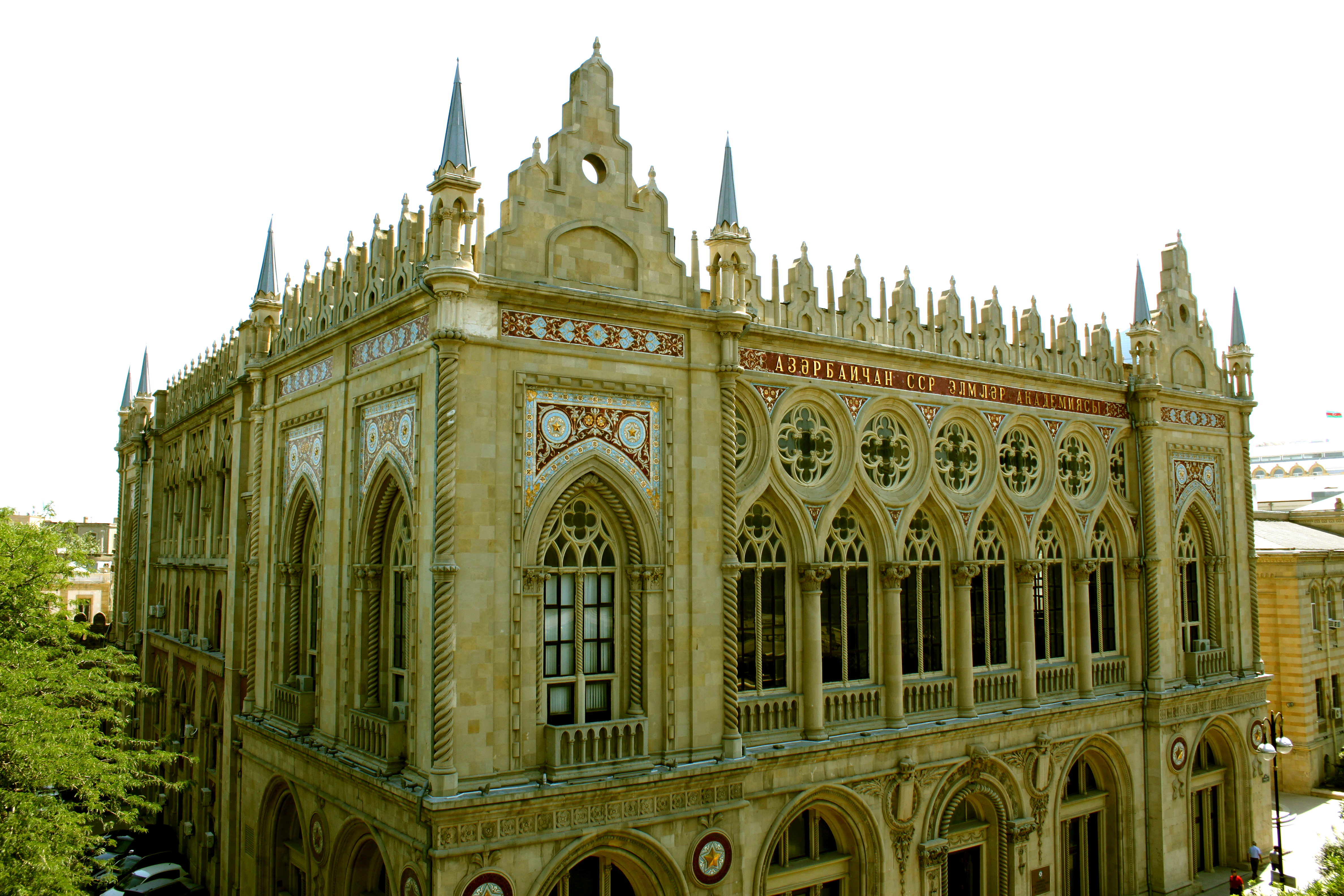
قصر إسماعلية
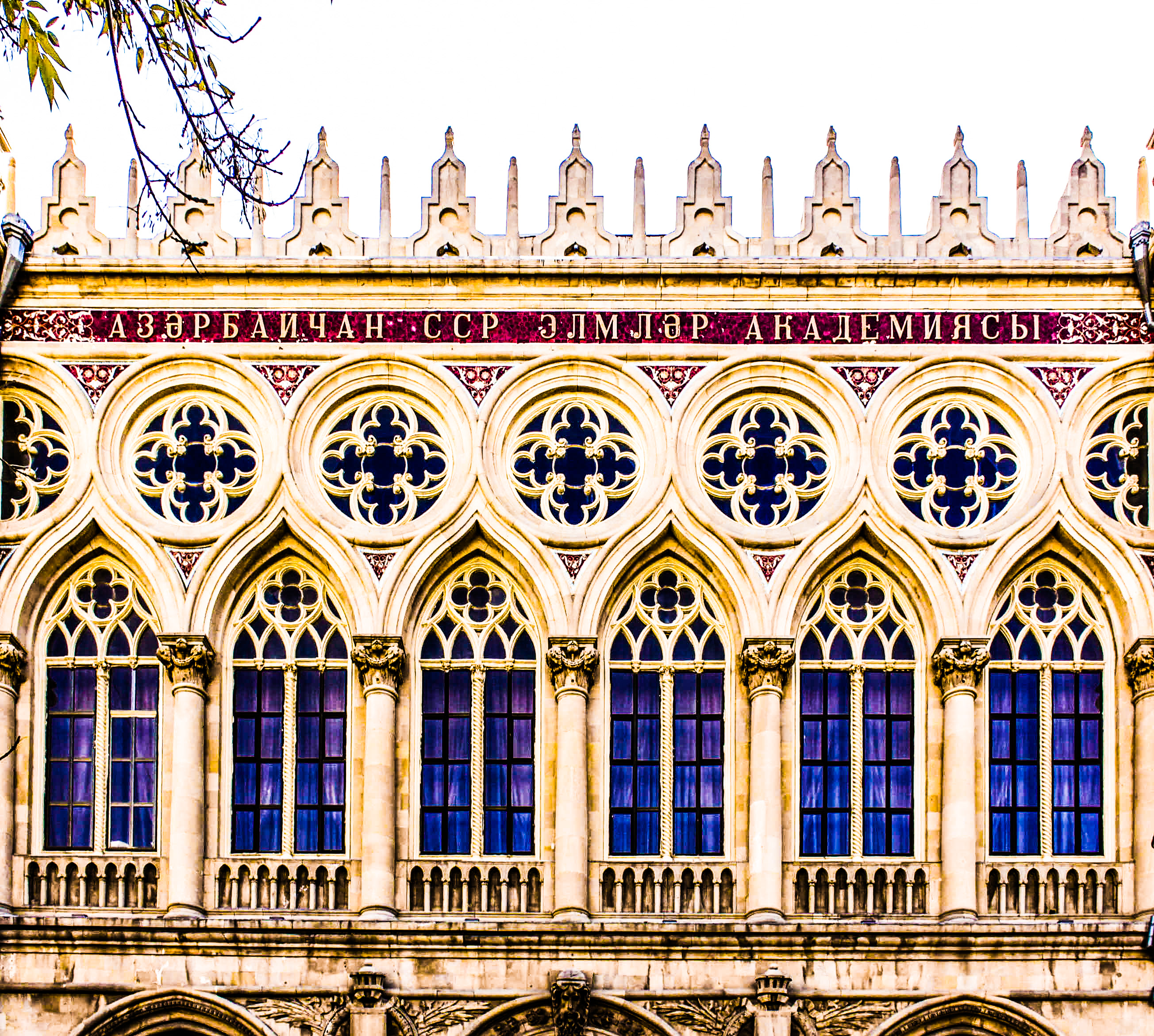
واجهة القصر
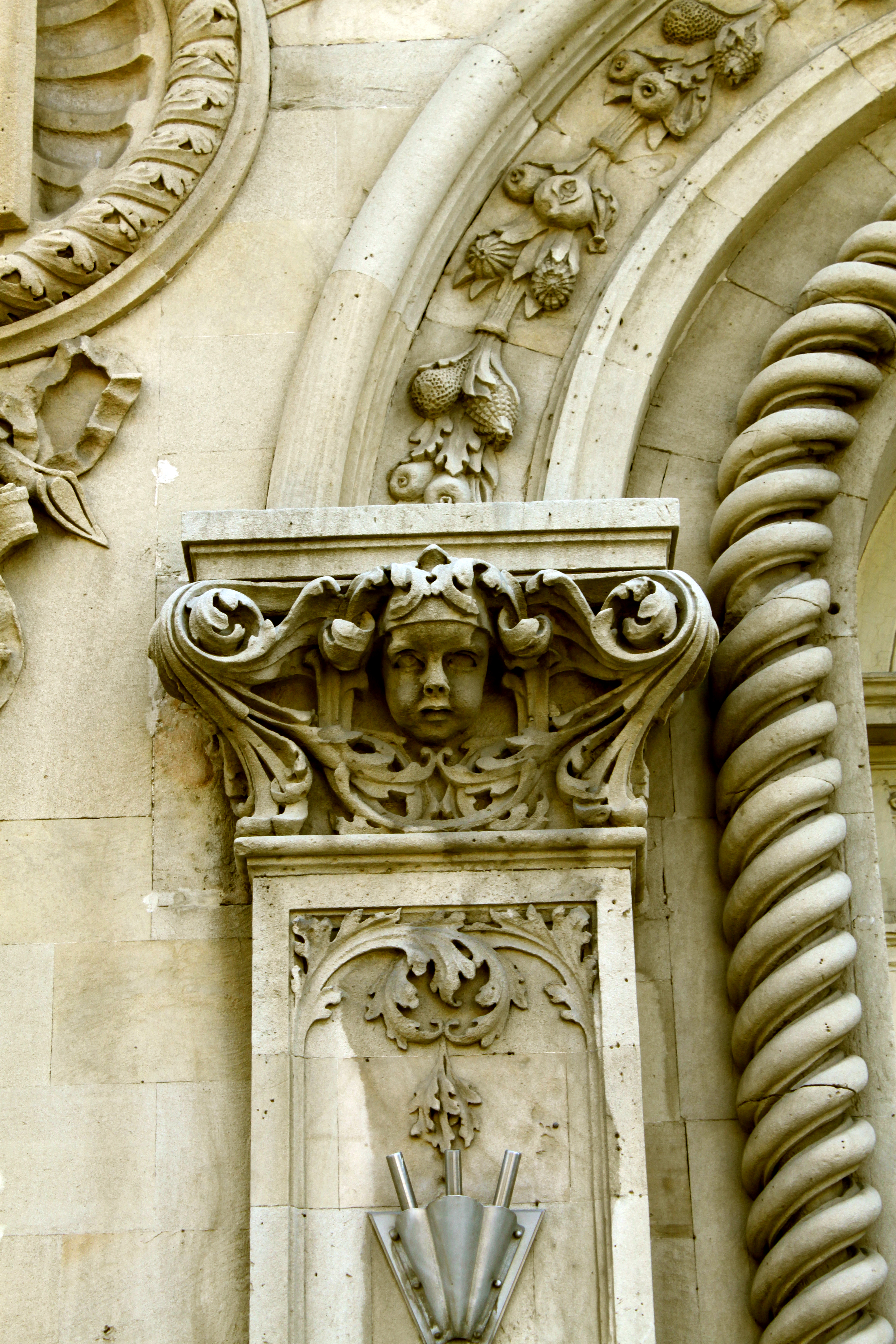
تفاصيل الواجهة في قصر الإسماعيلية
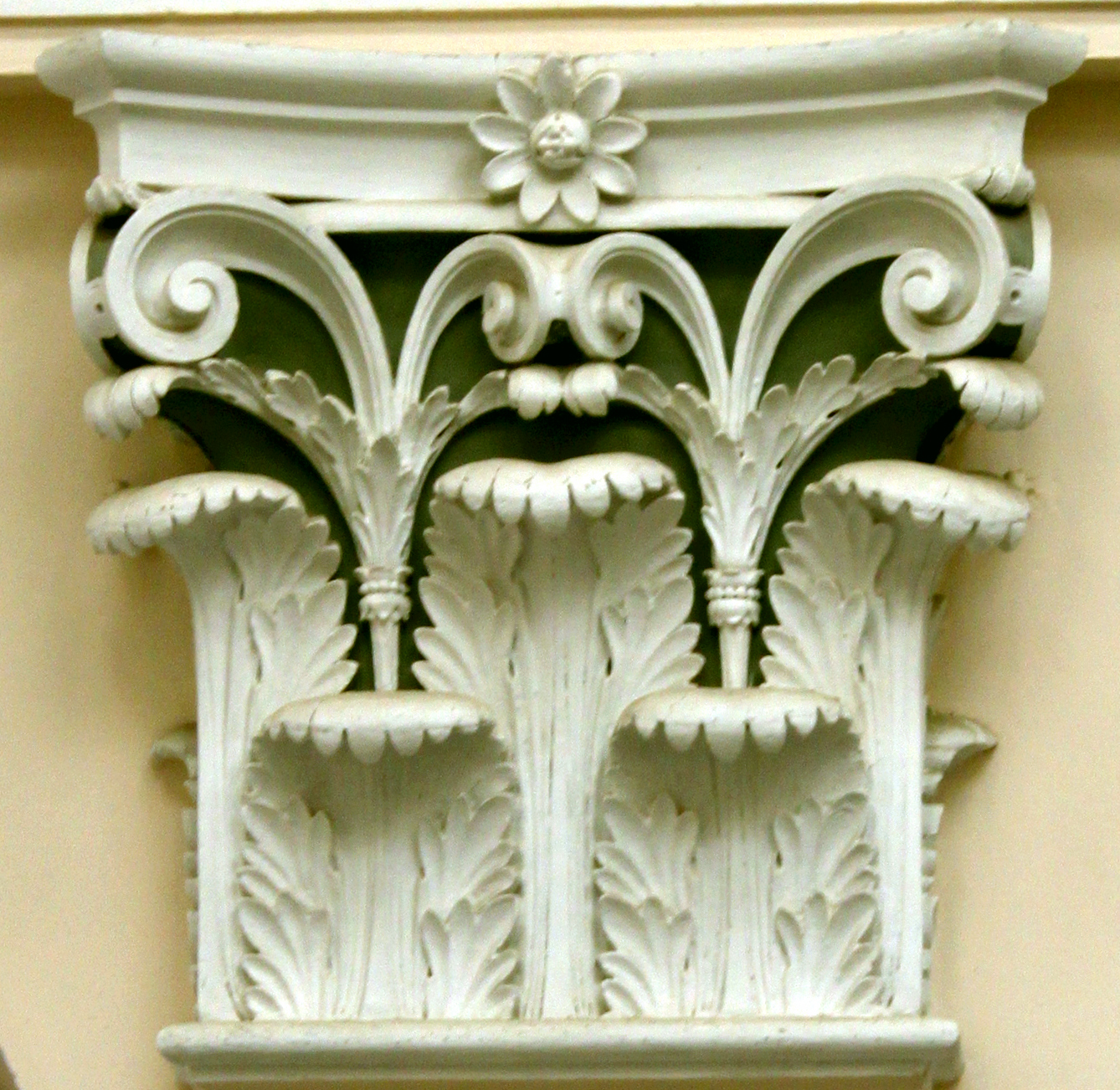
تصميم لقصر الإسماعيلية
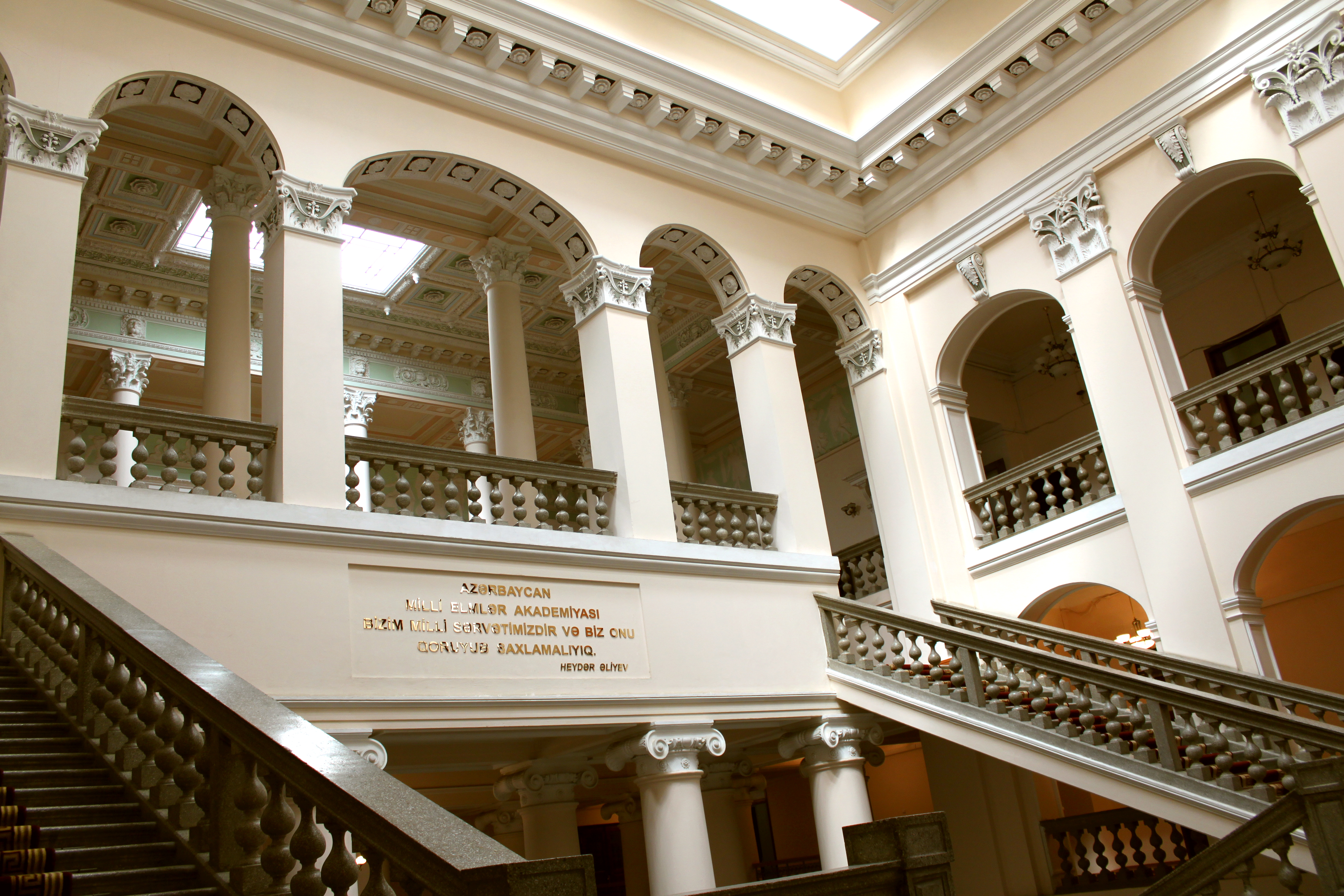
تصميم لقصر الإسماعيلية
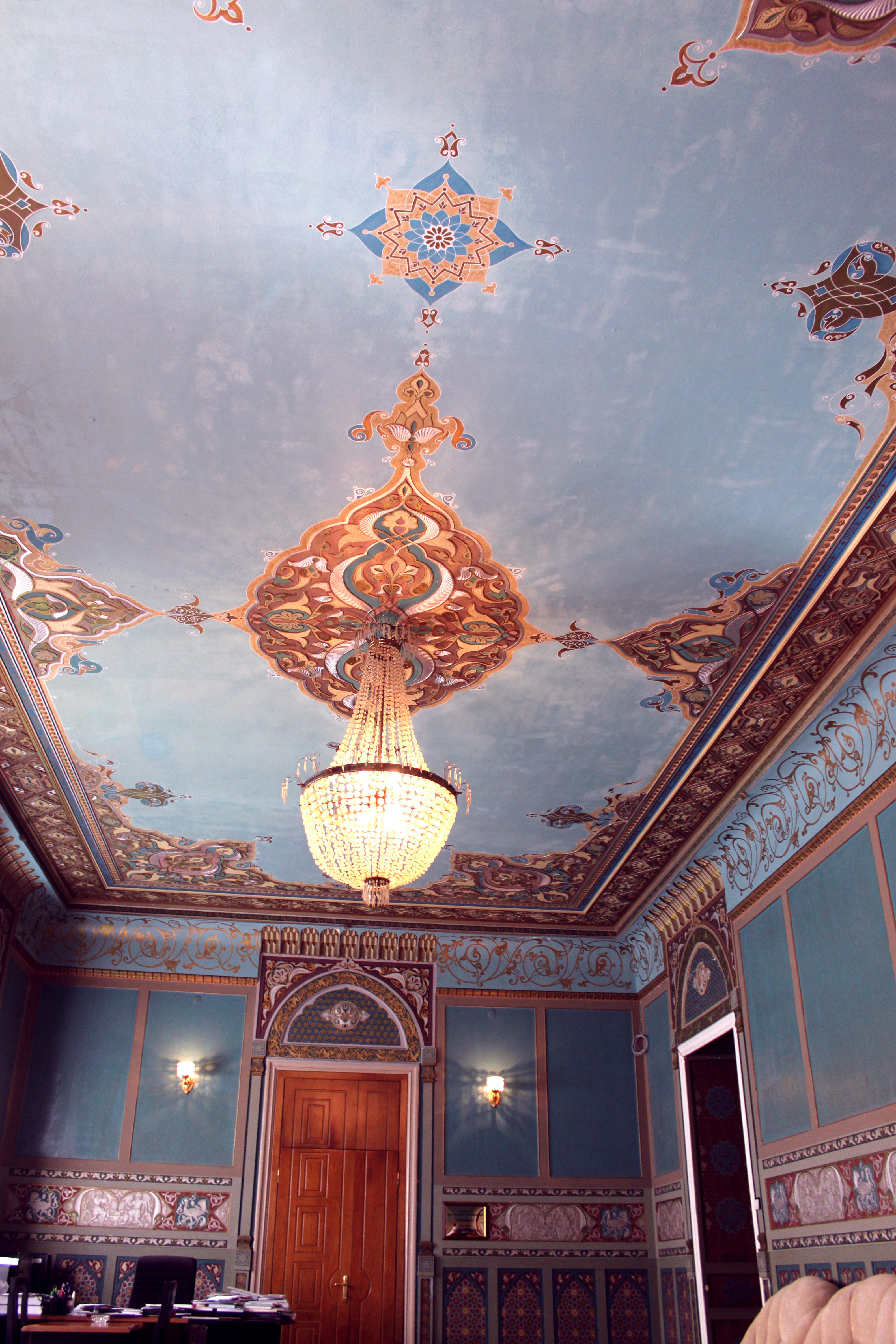
غرفة أزرق في قصر
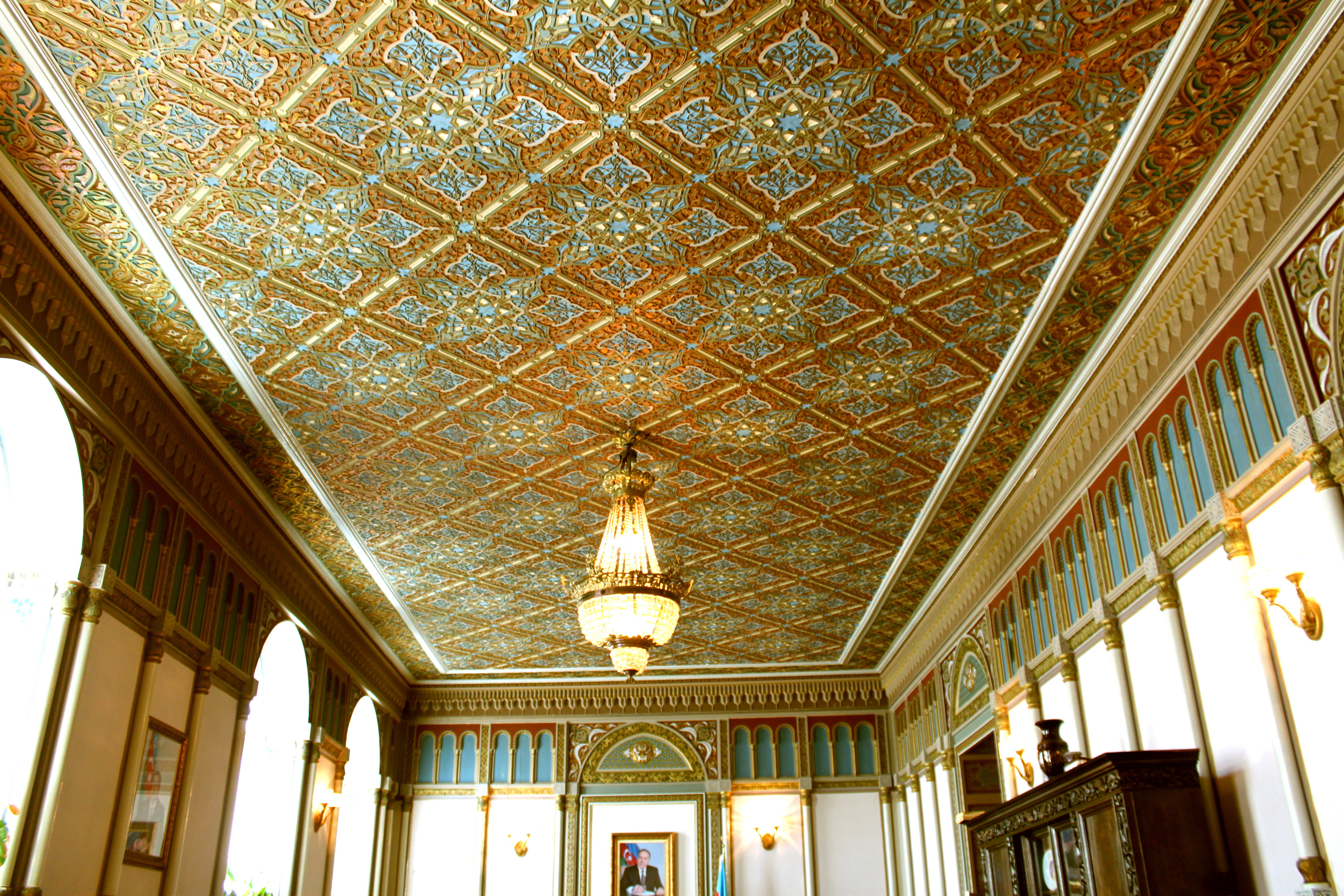
غرفة العشاء في القصر
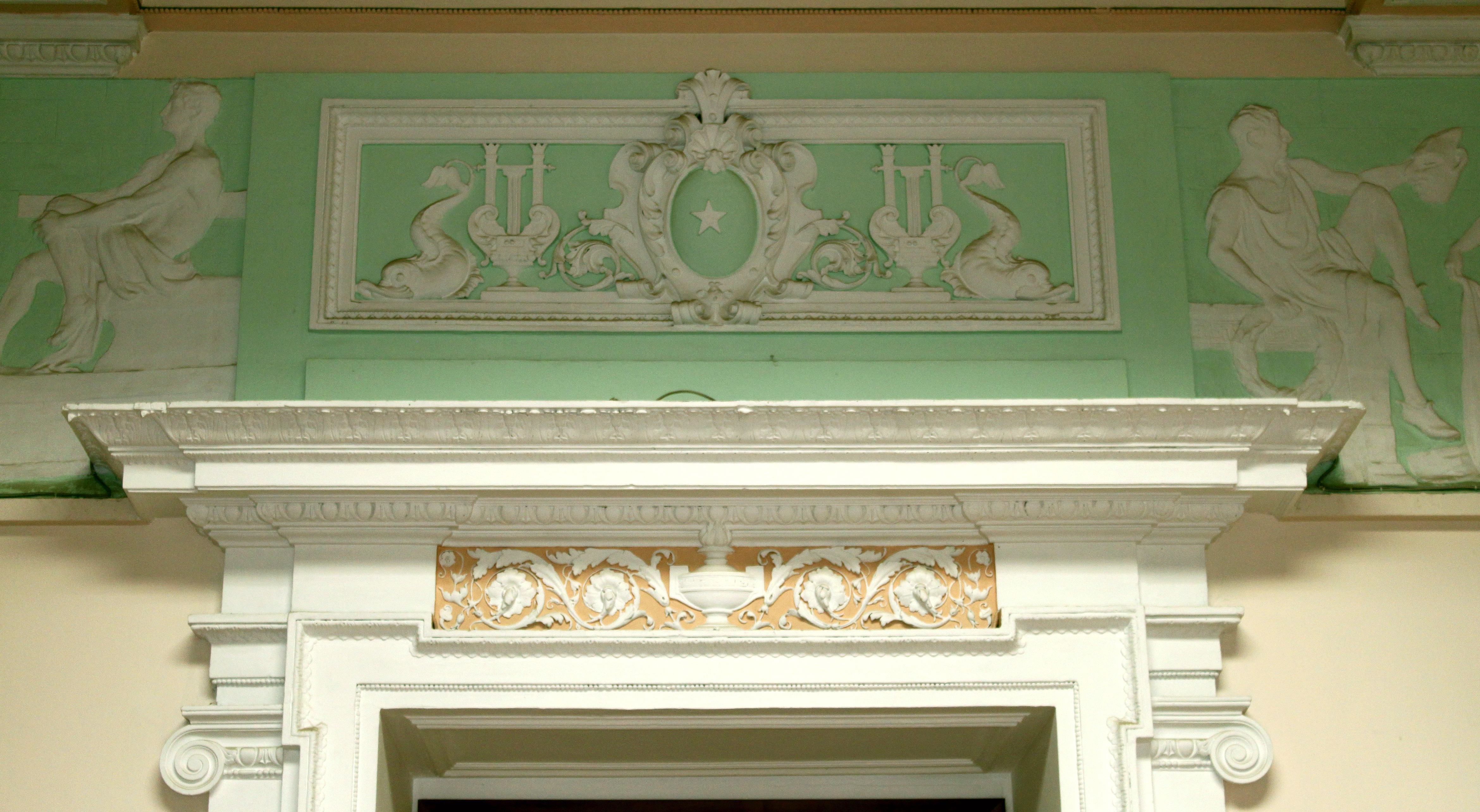
تصميم لقصر الإسماعيلية
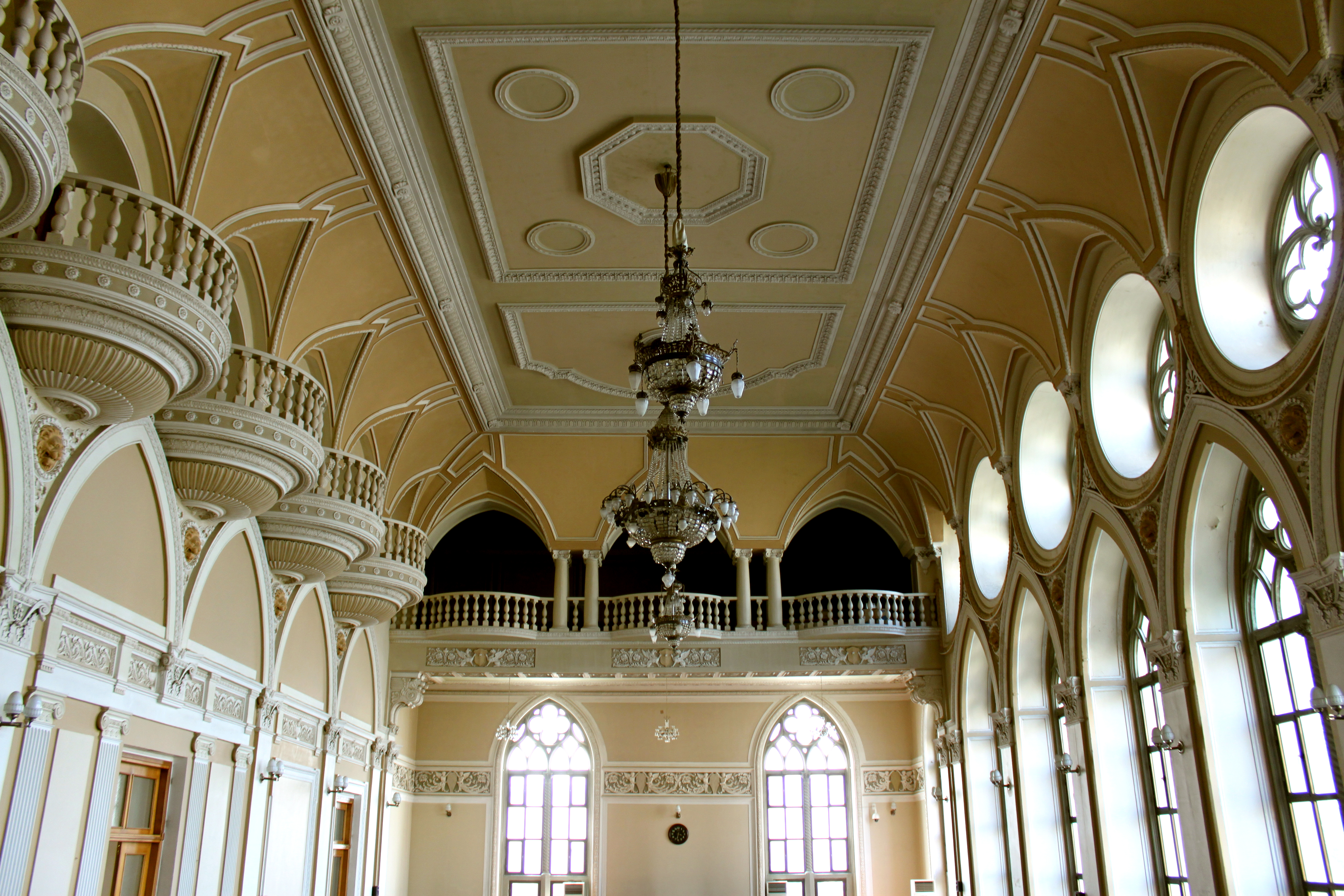
غرفة جيراند في القصر
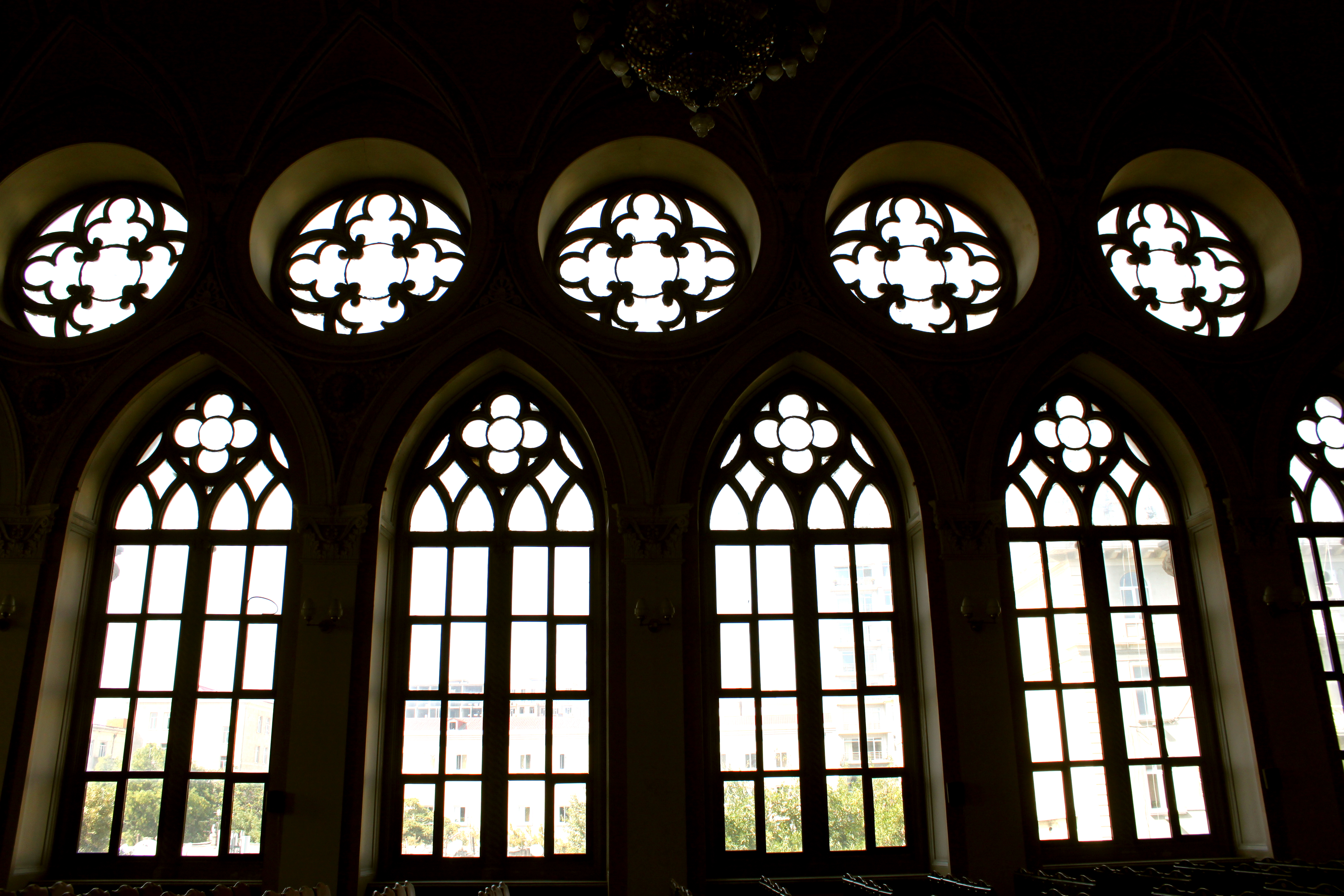
شبابيك للقصر
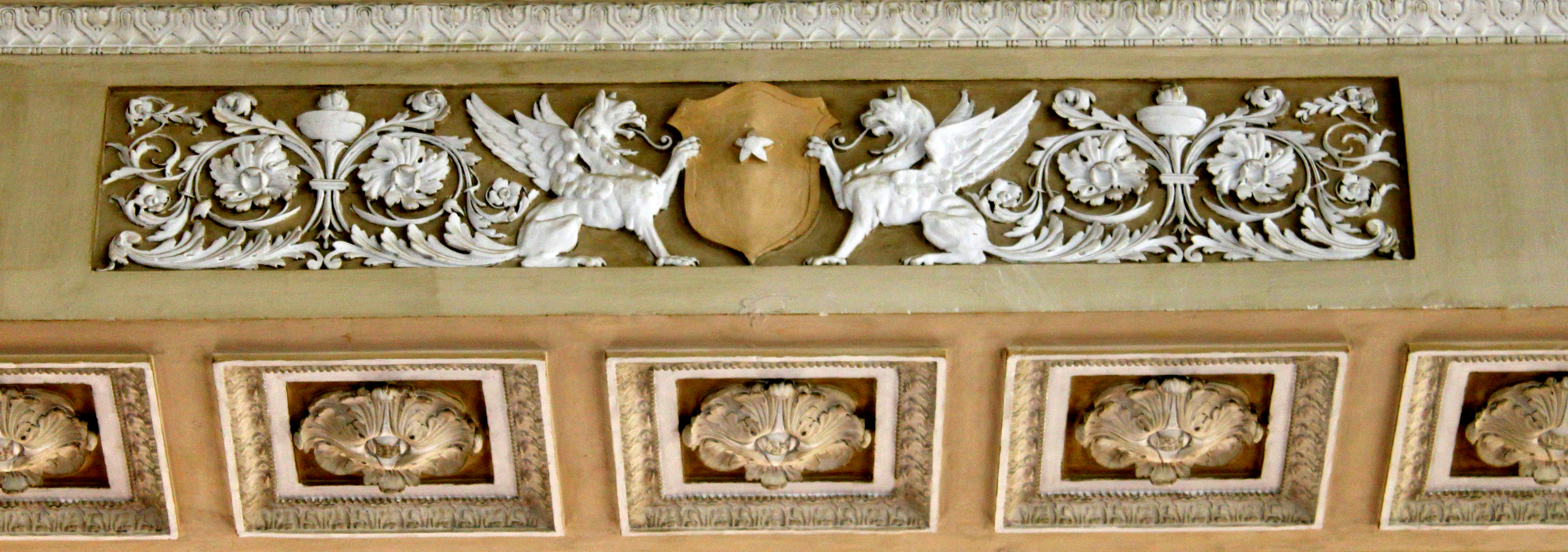
تصميم لقصر الإسماعيلية
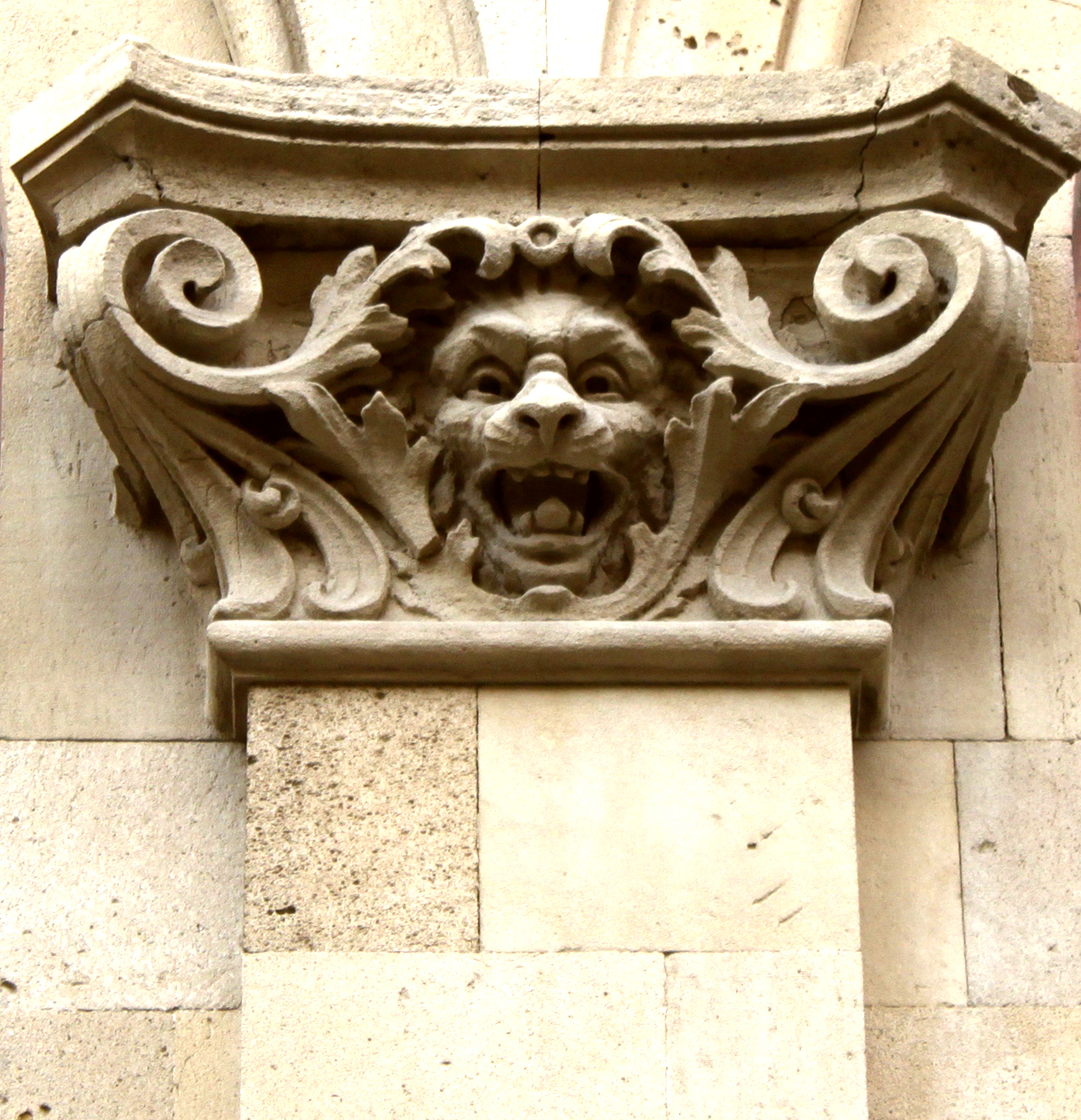
واجهة القصر
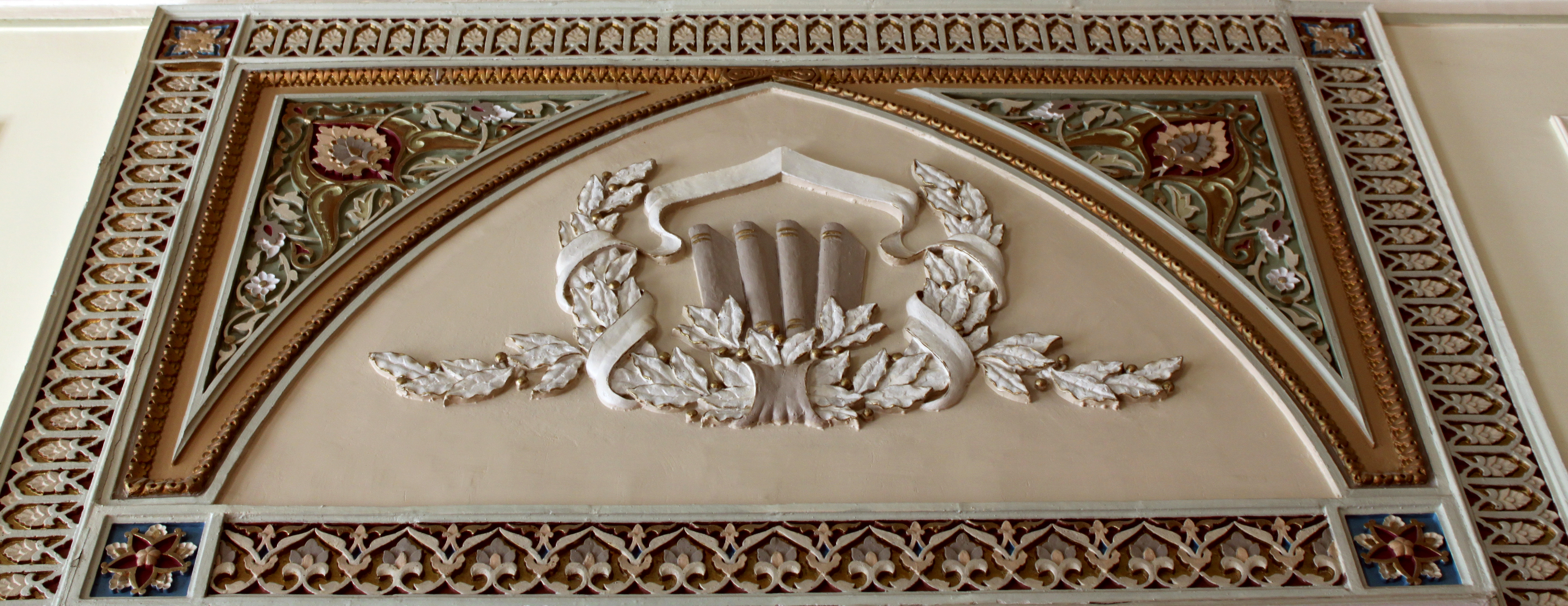
غرفة القراءة في القصر
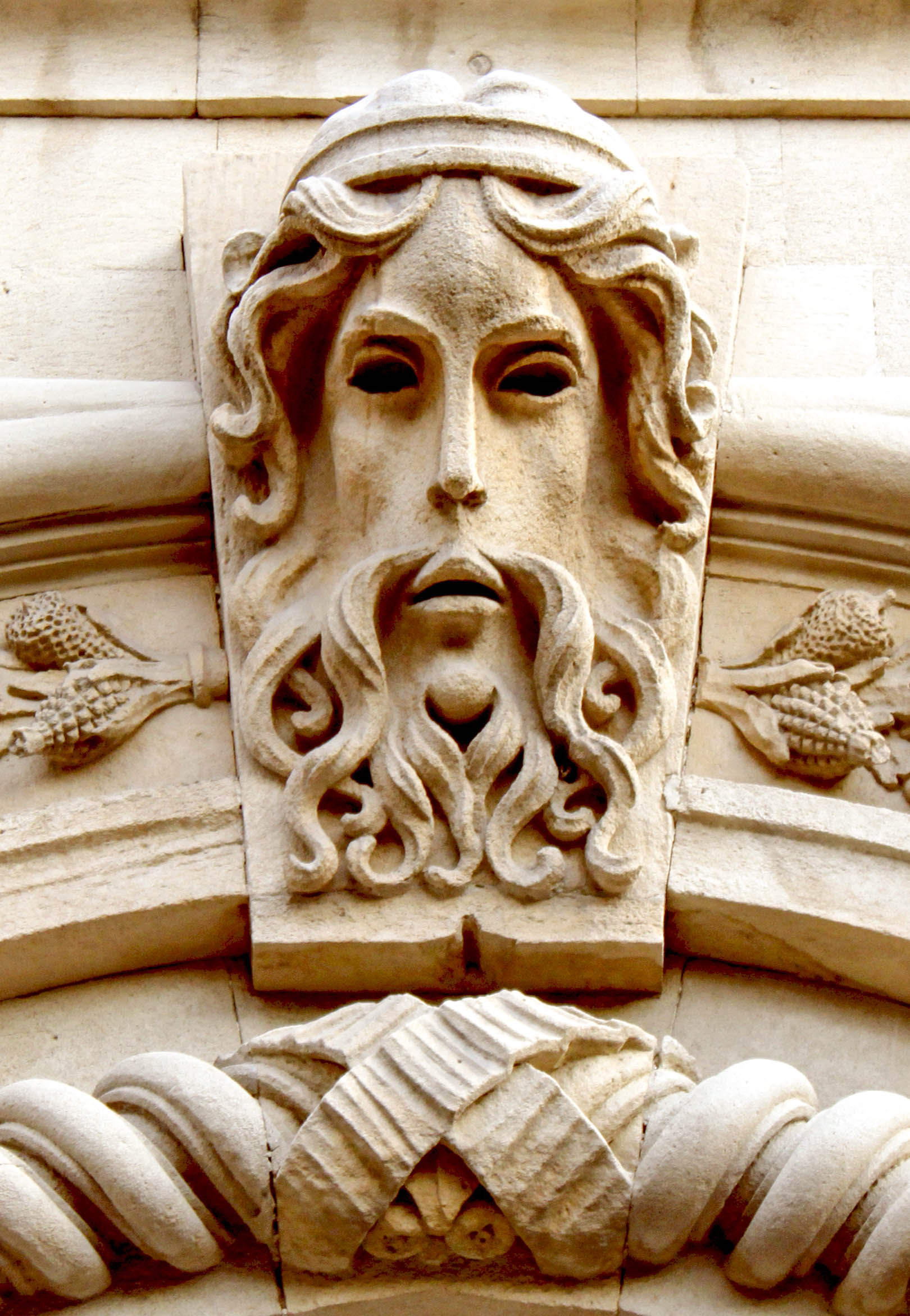
حجر القصر في المدخل القصر
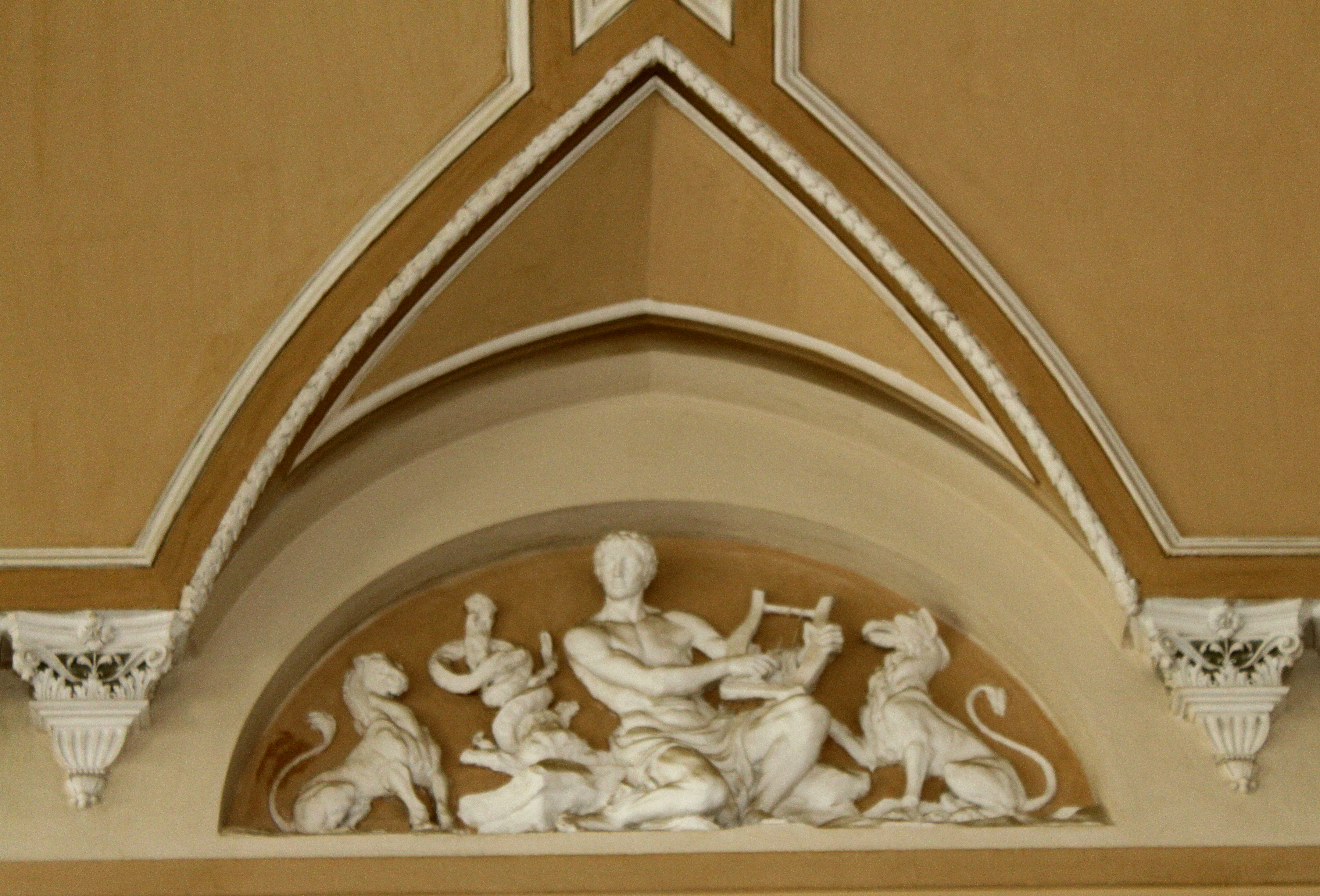
تفاصيل التصميم
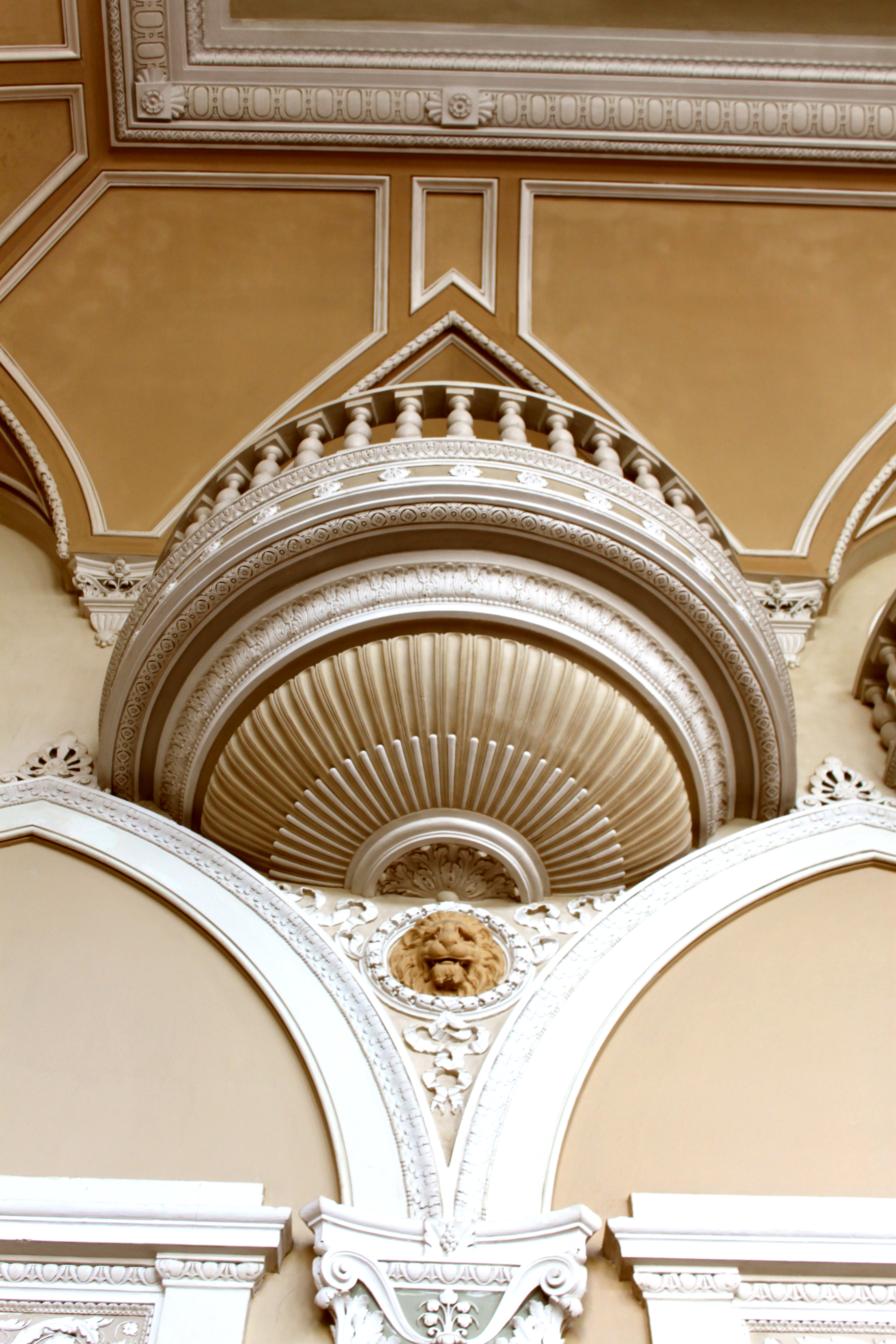
تفاصيل في غرفة جيراند
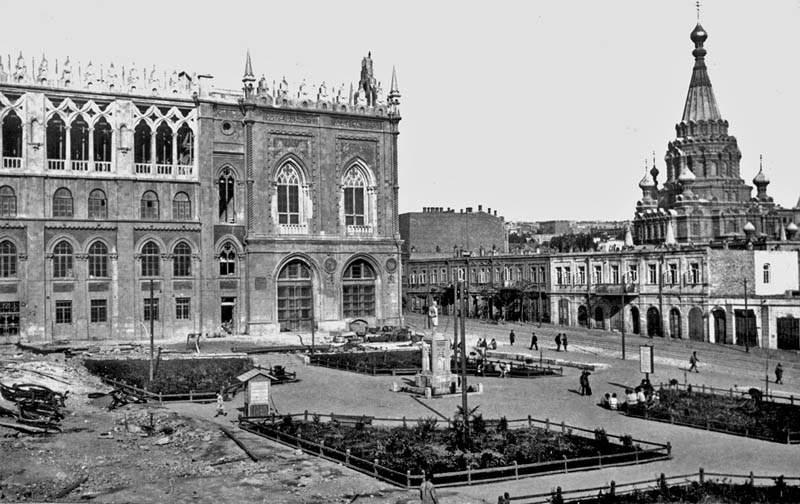
حديقة صابر, عام 1924
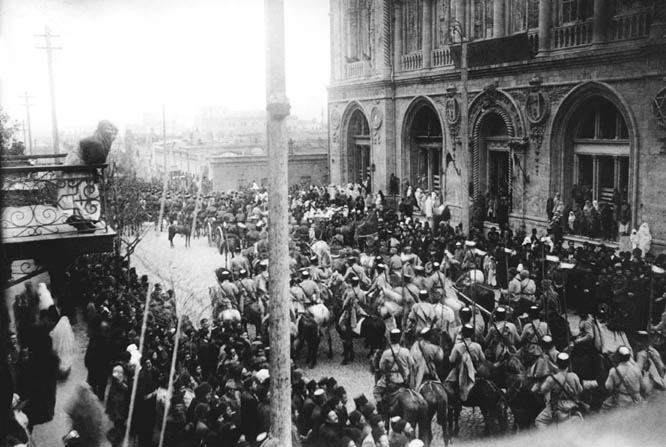
عرض عسكري لجيش الإسلام في باكو
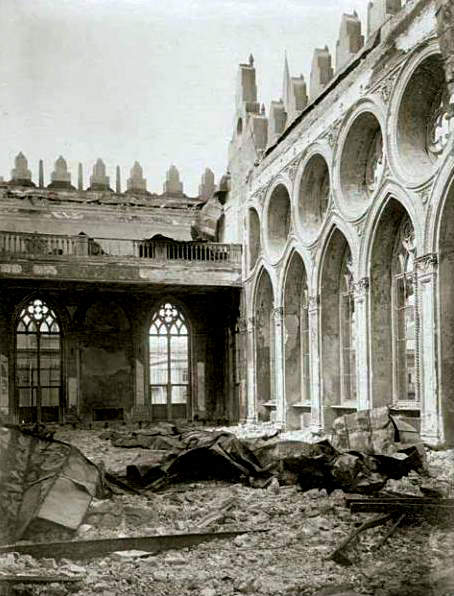
تصميم غرفة كبير لقصر إسماعلية بعد إبادة جماعية مارس
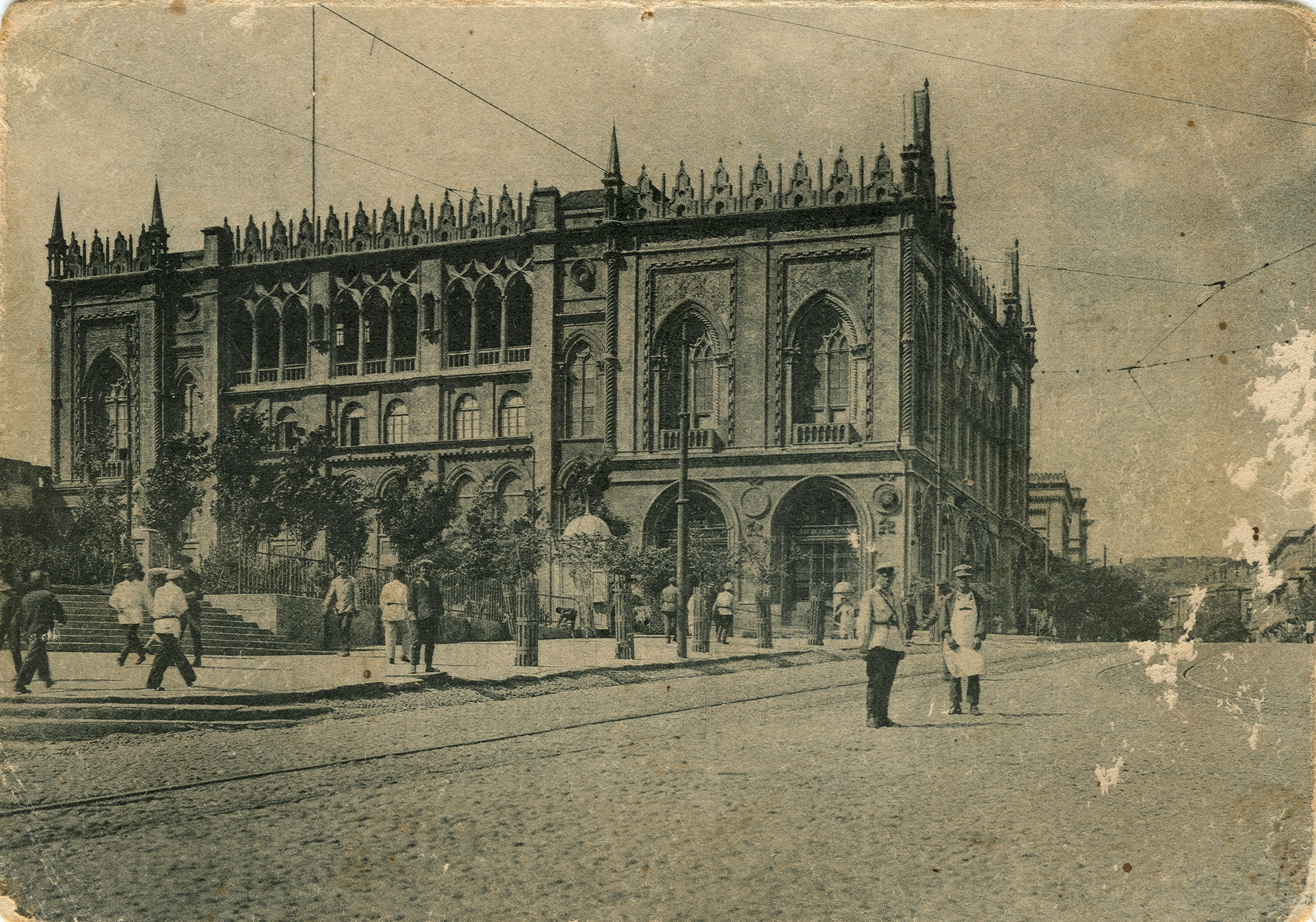
رؤية للقصر بعد أحداس مارس
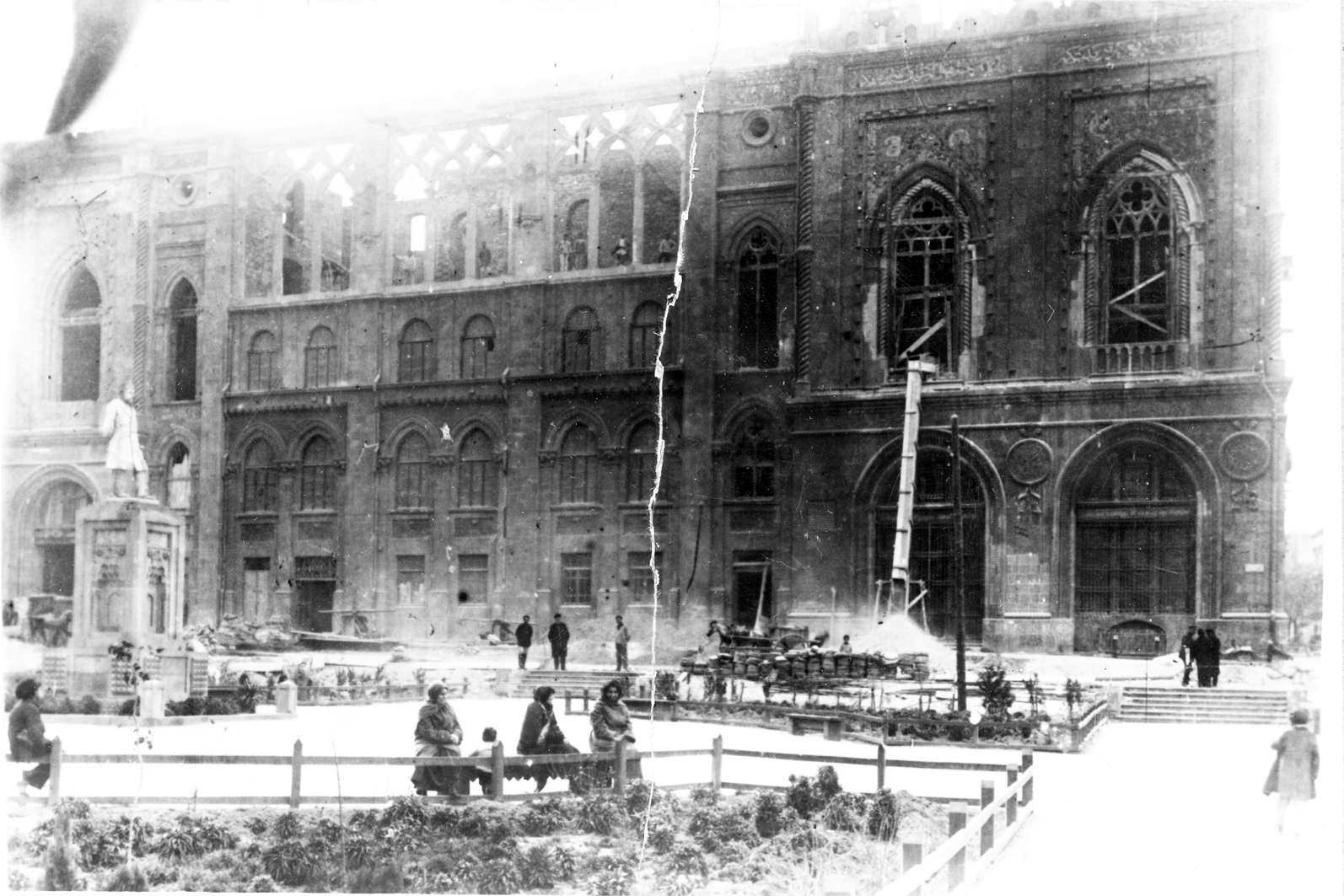
أيام مارس في عام 1918